# وعده‌های برآورده نشده (ترانه لینکین پارک)
«دی امپتینس مشین» (انگلیسی: The Emptiness Machine) ترانه‌ای از گروه راک آمریکایی لینکین پارک است. این ترانه به عنوان تک‌آهنگ آغازین هشتمین آلبوم استودیویی گروه به نام از صفر در ۵ سپتامبر ۲۰۲۴ منتشر شد. این نخستین تک‌آهنگ گروه با حضور خواننده امیلی آرمسترانگ و درامر کالین بریتین است و نخستین تک‌آهنگ بعد از نبود اعضای سابق گروه، چستر بنینگتون و راب بوردون است.

## پرسنل
اعتبارات برگرفته از تیدال است.
لینکین پارک
- امیلی آرمسترانگ – خواننده، آهنگساز
- کالین بریتین – درامز، آهنگساز، تهیه‌کننده همکار
- برد دلسون – گیتار، همخوان، آهنگساز، تهیه‌کننده همکار
- دیو فارل – گیتار بیس، همخوان، آهنگساز
- جو هان – سمپلز، برنامه‌ریز، همخوان، آهنگساز
- مایک شینودا – کیبورد، خواننده، گیتار ریتم، آهنگساز، تهیه‌کننده، مهندسی صدا

سایر پرسنل
- نیل آورون – میکسینگ
- امرسون مانچینی – مسترینگ
- ایثن ماتس – مهندسی صدا
- اسکات اسکشینسکی – دستیار میکسینگ

## جدول‌های موسیقی
| جدول (۲۰۲۴)                                   | بالاترین جایگاه |
| --------------------------------------------- | --------------- |
| ترانه‌های دیجیتال ژاپن (اوریکون)               | ۴۲              |
| دانلود ترانه‌های ژاپن (بیلبورد ژاپن)           | ۴۲              |
| تک‌آهنگ‌های داغ خارجی ژاپن (بیلبورد ژاپن)       | ۱۵              |
| تک‌آهنگ‌های هارد راک داغ ایالات متحده (بیلبورد) | ۷               |
| ایرپلی راک ایالات متحده (بیلبورد)             | ۲۴              |